# Too Close for Comfort (Terry & the Pirates)
Too Close for Comfort (anche conosciuto con il titolo di Live in Too Close for Comfort) è un il primo album discografico a nome del gruppo rock californiano dei Terry & the Pirates, pubblicato dall'etichetta discografica italiana Wild Bunch Records nel 1979.

## Tracce
Lato A
1. Band Introduction – 0:23 – Registrato il 18 ottobre 1975 al California Hall di San Francisco, California
2. Inlaws & Outlaws – 4:13 (Terry Dolan) – Registrato nell'ottobre 1970 al Golden State Recorders di San Francisco, California
3. Rainbow – 3:35 (Terry Dolan) – Registrato il 30 giugno 1979 al Rancho Nicasio, Nicasio, California
4. Brown Skin Monkey Bag – 4:16 (Terry Dolan, Greg Douglass) – Registrato il 26 novembre 1977 al Reo Theatre di Rodeo, California
5. Don't Do It – 8:35 (Brian Holland, Lamont Dozier, Edward Holland) – Registrato il 28 gennaio 1978 al Reo Theatre di Rodeo, California

Lato B
1. Mystery Train – 3:16 (Sam Phillips, Herman Parker) – Registrato il 18 novembre 1978 al Keystone di Berkeley, California
2. Higher & Higher – 4:26 (Carl Smith, Gary Jackson, Raynard Miner, Billy Davis) – Registrato il 26 novembre 1977 al Reo Theater di Rodeo, California
3. Writing You a Letter – 3:08 (Alvin Lee) – Registrato il 3 dicembre 1977 al Burl Theatre di Boulder Creek, California
4. Fare Thee Well – 4:49 (Tradizionale; testi aggiunti di Terry Dolan) – Registrato il 17 febbraio 1979, Corte Madera, California (nella casa di David Hayes)

Edizione CD del 2008, pubblicato dalla Acadia Records (ACAM 8211)
1. Introduction – 0:23 (Terry Dolan) – Registrato il 18 ottobre 1975 al California Hall di San Francisco, California
2. Inlaws and Outlaws – 4:13 (Terry Dolan) – Registrato nell'agosto del 1970 al Golden State Recorders di San Francisco, California
3. Rainbow – 3:35 (Terry Dolan) – Registrato il 30 luglio 1979 al Rancho Nicasio di Nicasio, California
4. Brown Skin Monkey Bag – 4:16 (Terry Dolan, Greg Douglass) – Registrato il 28 novembre 1978 al Rio Theatre di Rodeo, California
5. Don't Do It – 8:35 (Brian Holland, Lamont Dozier, Edward Holland) – Registrato il 28 gennaio 1978 al Rio Theatre di Rodeo, California
6. Mystery Train – 3:16 (Sam Phillips, Herman Parker) – Registrato il 18 novembre 1978 al Keystone di Berkeley, California
7. Higher and Higher – 4:26 (Carl Smith, Gary Jackson, Raynard Miner, Billy Davis) – Registrato il 24 novembre 1978 al Rio Theatre di Rodeo, California
8. Writin' You a Letter – 3:08 (Alvin Lee) – Registrato il 3 dicembre 1977 al Burl Theatre di Boulder Creek, California
9. Angie – 3:05 (Terry Dolan) – Registrato nell'agosto del 1970 al Golden State Recorders di San Francisco, California
10. Yes I Do – 3:20 (Terry Dolan) – Registrato l'11 maggio 1980 al The Boarding House di San Francisco, California
11. Inside and Out – 3:46 (Terry Dolan) – Registrato l'11 maggio 1980 al The Boarding House di San Francisco, California
12. Ain't Livin' Long Like This – 4:44 (Rodney Crowell) – Registrato l'11 maggio 1980 al The Boarding House di San Francisco, California
13. Something to Lose – 4:52 (Terry Dolan) – Registrato il 29 dicembre 1979 al Rancho Nicasio di Nicasio, California
14. So Who Asked Ya – 5:09 (Terry Dolan) – Registrato il 21 novembre 1975 al Fantasy Studios di Berkeley, California
15. Sad Eyes – 3:16 (David Hayes) – Bonus Track - Registrato il 29 dicembre 1979 al Rancho Nicasio di Nicasio, California

## Musicisti
Inlaws and Outlaws
- Terry Dolan - voce, chitarra acustica a 12 corde
- John Cipollina - chitarra steel hawaiana
- Nicky Hopkins - pianoforte
- Greg Douglass - chitarra solista
- Steve Derr - chitarra ritmica
- Dave Carter - basso, accompagnamento vocale-coro
- Bill Baron - batteria

Rainbow
- Terry Dolan - voce, chitarra
- John Cipollina - chitarra steel hawaiana
- Greg Douglas - chitarra pedal steel
- Lonnie Turner - basso, accompagnamento vocale-coro
- Bones Jones - batteria

Brown Skin Monkey Bag
- Terry Dolan - voce, tamburello
- John Cipollina - chitarra
- Greg Douglass - chitarra
- Lonnie Turner - basso
- Bones Jones - batteria

Don't Do It
- Terry Dolan - accompagnamento vocale-coro, tambourine
- David Hayes - voce, basso
- John Cipollina - armonie vocali, chitarra
- Greg Douglass - chitarra
- Jeff Myer - batteria

Mystery Train
- Terry Dolan - voce, chitarra
- John Cipollina - chitarra
- Greg Douglass - chitarra
- David Hayes - basso
- Jeff Myer - batteria

Higher & Higher
- Terry Dolan - voce, chitarra
- John Cipollina - chitarra
- Greg Douglass - chitarra
- Lonnie Turner - basso
- Bones Jones - batteria, accompagnamento vocale-coro

Writing You a Letter
- Terry Dolan - voce
- John Cipollina - chitarra
- Greg Douglass - chitarra
- Lonnie Turner - basso
- Bones Jones - batteria

Fare Thee Well
- Terry Dolan - voce, chitarra acustica a 12 corde
- David Hayes - basso acustico, chitarra acustica

Note aggiuntive
- Terry Dolan, John Cipollina, Greg Douglass e Dan Healy - produttori
- Fabio Nosotti e Paolo Carù - promotori del progetto e produttori esecutivi
- Valerio Marini - copertina album, grafica[3]